# 幸男さん
『幸男さん』（ゆきおさん）は、2015年9月より2019年3月29日までエフエム北海道（AIR-G'）で放送されていたラジオ番組。アーティスト佐々木幸男の65歳、デビュー40周年を記念しスタートした（同番組談）。手風琴のメンバーであるオッケー藤井がサポートDJとして出演していた。ゲストコーナーは不定期で、１アーティストにつき数週に渡りオンエアされる傾向にあった。

番組開始当初は毎週火曜日25:00-25:30の放送だった。

## 出演
- 佐々木幸男
  - オッケー藤井

## 過去のゲスト
- 山木康世 “Facebook”. 2015年9月1日閲覧。
- 細坪基佳 “公式サイト”. 2015年10月9日閲覧。
- 谷山浩子 “公式サイト”. 2015年11月20日閲覧。
- すずき一平“オフィシャルブログ”. 2016年1月20日閲覧。
- 鈴木陽（手風琴）（2016/1/27,2/3,2/10出演）
- 小松幸雄、深川忠義（手風琴）（2016/5/10出演）
- 樋口了一“公式サイト”. 2016年5月25日閲覧。

## 番組企画
2016年6月4日(土)、番組初のライブ企画「手風琴LIVE ～それは無理があるでしょ。～ produced by AIR-G'「幸男さん」（札幌メッセホール）」を開催。前売チケットは完売となっていた。